# Florência
Florência Martins da Cunha Vieira (Porto, 12 de setembro de 1938 – Lisboa, 18 de julho de 2025) foi uma cantora portuguesa. Começou por ser conhecida como Florência de Fátima, depois Florência Rodrigues, e depois apenas Florência.

## Carreira
Florência começa por actuar na Rádio Clube do Norte e em 1952, com apenas treze anos, vence o concurso Rainha das Cantadeiras do Porto, patrocinado pelo Jornal de Notícias. Vence em Lisboa o concurso de Rainha das Cantadeiras de Portugal.
Em 1953 parte para o Brasil, com a família. Neste país faz rádio, televisão e actua nas mais prestigiadas casas de espectáculo; participa em festivais, ganha fama e colecciona prémios. A TV Tupi atribui-lhe o prémio A Melhor da Semana. O primeiro LP é editado pela editora Todamérica. Grava os seus primeiros discos ainda com o nome de Florência de Fátima. Entre eles Recado a Lisboa, que recebe das mãos do amigo João Villaret.
No ano de 1966, um contrato para actuar nos Casinos do Estoril, |Espinho e Póvoa de Varzim trá-la definitivamente a Portugal. Florência inicia uma outra etapa na sua carreira artística para além do fado, canta música ligeira e folclore.
Grava para a editora Ofir. A partir de 1970 assina contrato de exclusividade com a editora Orfeu de Arnaldo Trindade.
Em 1971 participa no 1.º Festival de Interpretes da Canção Portuguesa, onde obteve o 2.º lugar com a canção "João do Mar" da dupla José Guimarães e Resende Dias. Representa ainda Portugal no Festival Internacional dos Dois Mundos, interpretando duas canções do maestro José Calvário e do poeta Viale Moutinho.
Em 1975 estreia-se no Teatro de Revista com a peça "O Último Tango em Lisboa", no Teatro de Sá da Bandeira no Porto.
Em 1979, canta "O Comboio do Tua" no Festival RTP da Canção. Participa também na revista "Alô Lisboa Daqui Porto" onde cria o fado "Maria Tripeira e a canção "Farrapo da Festa".
Em 1992 foi eleita "Rainha da Rádio Nortenha" pelos leitores do jornal Festival. Em 1993 ficou nos "Vinte Mais" do Concurso de Locutores da Rádio promovido pela revista Jogos da Rádio e recebeu o Trófeu Revista Dona pela classificação obtida no concurso "Reis do Espectáculo". Em 1996 recebeu o "Prémio Prestigio" da Casa da Imprensa.
Fez televisão, rádio, teatro de revista e gravou cerca de 63 discos. Recebeu dois discos de ouro. Percorreu o país de lés a lés e as comunidades portuguesas. Participou em festivais nacionais e internacionais como Festival do Minho, Figueira da Foz, Festival da Canção do Mundo Celta (Espanha) e Festival de Intérpretes (Alemanha). 
Algumas das suas canções de maior êxito são "Moda da Amora Negra", "De Rosa Ao Peito", "Lenda de Viana", "João do Mar", "Não Me Chames Amor", "O Porto Canta", "São João Rapioqueiro", "Maria Tripeira", "Velha Inimiga", "Bom Dia", "Cheirinho de Rosa", "Meu Filho", "Minha Casa".
Criou, com o seu marido Domingos Parker, a Rádio Clube de Matosinhos, onde apresentava o programa de divulgação de música e artistas portugueses "Portugal a Cantar".

## Morte
Florência faleceu a 18 de julho de 2025, em Lisboa. Desde 2023 que vivia na Casa do Artista.

## Discografia

### Compilações
- Colecção O Melhor dos Melhores (n.º 38) (1994, CD, Movieplay)[3]